# Сфера Эвальда
Сфера Эвальда — это геометрическая конструкция, используемая в кристаллографии и дифракции, позволяющая найти направления на дифракционные максимумы. 
Концепция была придумана  Паулем Петером Эвальдом, немецким физиком и кристаллографом. Сам Эвальд говорил о  сфере отражения.
Сферу Эвальда можно использовать для нахождения максимального разрешения, доступного для данной длины волны рентгеновского излучения и размеров элементарной ячейки. Модель также можно упростить до двумерной модели "круга Эвальда", которая также будет сферой Эвальда.

## Построение Эвальда

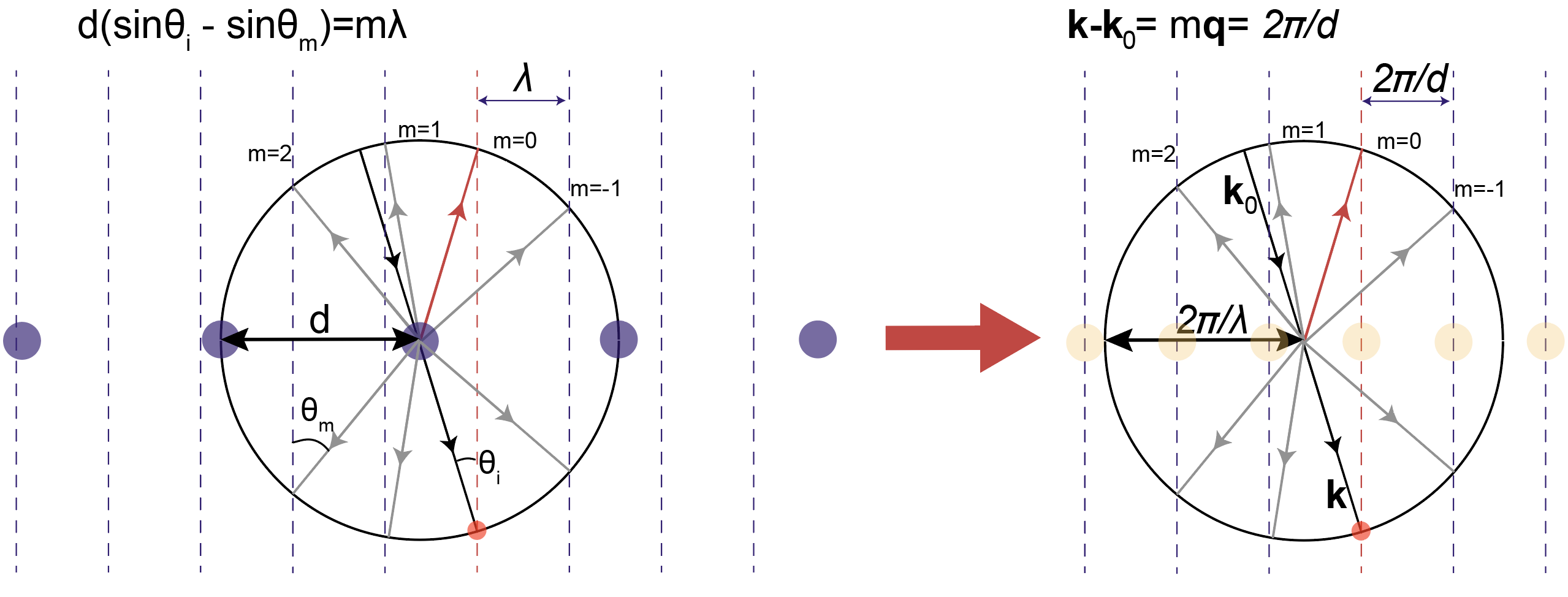
Переход от реального пространства к обратному в случае дифракции на одномерной дифракционной решетке. Иллюстрация условия Лауэ.

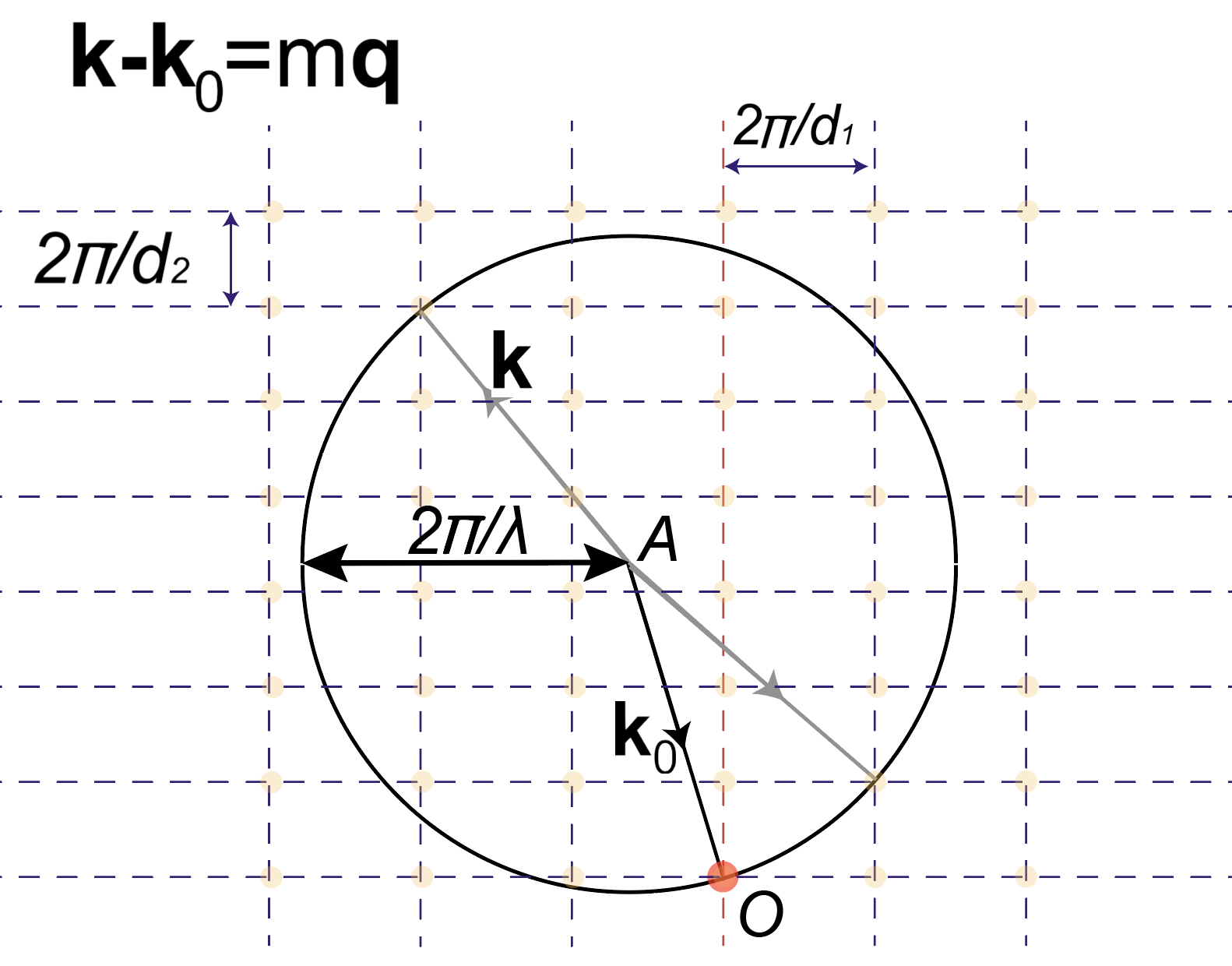
Сфера Эвальда в двумерном пространстве, периоды решетки d1 и d2

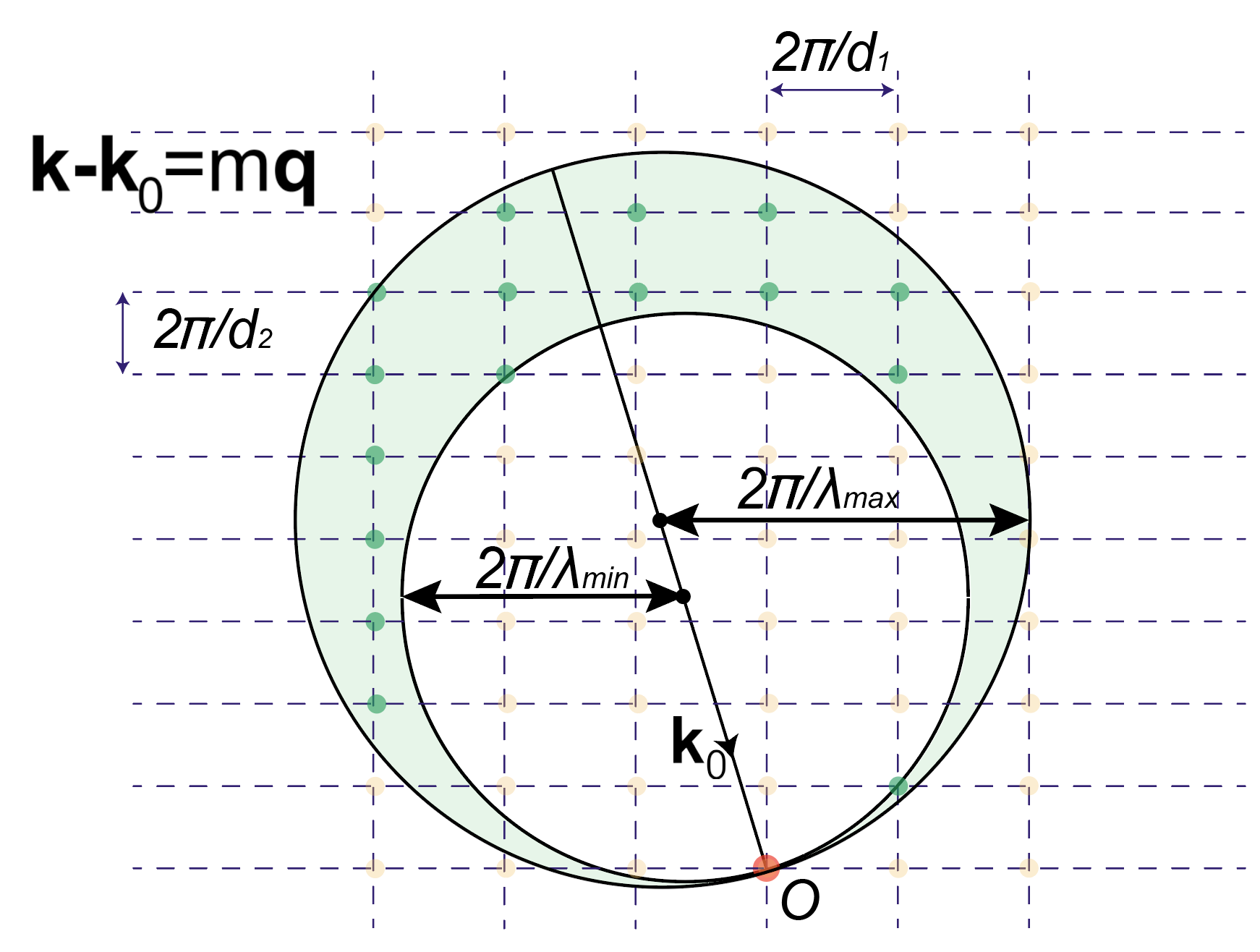
Сфера Эвальда для диапазона длин волн

Построение может быть применимо не только в рентгеноструктурном анализе, но и для дифракции волн любого типа на периодических структурах.
Волны, переотраженные от элементов периодической структуры интерферируют конструктивно и образуют максимум в заданном направлении тогда, когда выполняются условия Лауэ:
{\displaystyle \mathbf {K} \cdot \mathbf {a} =(\mathbf {k} -\mathbf {k_{0}} )\cdot \mathbf {a} =2\pi m,}
где {\displaystyle \mathbf {a} } — базисный вектор прямой решетки, {\displaystyle \mathbf {k_{0}} } — волновой вектор падающей волны, {\displaystyle \mathbf {k} } — волновой вектор дифрагированной волны, m — целое число.
В трехмерном случае, условие можно переписать как
{\displaystyle \mathbf {K} =\mathbf {k} -\mathbf {k_{0}} =m\mathbf {q} ,}
где  {\displaystyle \mathbf {q} }  — вектор обратной решетки. Эти формулы можно проиллюстрировать простым графическим построением, аналогичным иллюстрации направлению на порядки для дифракционной решетки.
Инструкция для построения сферы Эвальда  :
1. Выберите систему отсчета и постройте обратную решетку. При этом один из узлов обратной решетки находится в центре системы отсчета O.
2. Нарисуйте {\displaystyle \mathbf {k} }-вектор падающей волны так, чтобы его конец был в центре системы отсчета.
3. Постройте сферу радиуса {\displaystyle |k|=2\pi /\lambda } с центром в начале  {\displaystyle \mathbf {k} }-вектора A, сама сфера проходит через начало координат O.
4. Проверьте, пересекается ли сфера еще с каким-либо узлом обратной решетки.
5. Если да, то проведите отрезок из центра сферы A в точку пересечения с узлом обратной решетки, это и будет волновой вектор дифрагированной волны.
6. Завершите построение векторов всех порядков дифракции таким же образом.
С помощью построения можно проверить, что условие Брэгга — Вульфа также выполняется.

В случае диапазона длин волн, возбуждаются все порядки, которые попадают между сферами, соответствующими минимальной и максимальной длине волны.